# Diabrotica atriscutata
Diabrotica atriscutata es una especie de insecto coleóptero de la familia Chrysomelidae.
Fue descrita científicamente en 1890 por Baly.